# Eleição municipal de Porto Velho em 1996
A eleição municipal de Porto Velho em 1996 ocorreu em 3 de outubro do mesmo ano, para a eleição de um prefeito, um vice-prefeito e mais 21 vereadores. O prefeito à época era José Guedes (PSDB). Chiquilito Erse, do PDT, foi eleito prefeito de Porto Velho em primeiro turno, e governou a cidade pelo período de 1º de janeiro de 1997 a 31 de dezembro de 2000.

## Candidatos
|  | Nº | Candidato(a) a prefeito | Candidato(a) a prefeito                                      | Candidato(a) a vice-prefeito | Candidato(a) a vice-prefeito                           | Coligação |
|  | -- | ----------------------- | ------------------------------------------------------------ | ---------------------------- | ------------------------------------------------------ | --- |
|  | 27 |                         | Abner Cândido (PSDC) Abner Cândido de Lima                   |                              | Não disponível (PSDC)                                  | Partido não coligado - Partido Social Democrata Cristão (PSDC) |
|  | 12 |                         | Chiquilito Erse (PDT) Francisco José Chiquilito Coimbra Erse |                              | Carlinhos Camurça (PPB) Carlos Alberto Azevedo Camurça | não conhecido - Partido Democrático Trabalhista (PDT) - Partido Progressista Brasileiro (PPB) - Partido Social Democrático (PSD) - Partido Social Liberal (PSL) - Partido Liberal (PL) - Partido Trabalhista Brasileiro (PTB) |
|  | 40 |                         | Ernando Coutinho (PSB) Ernando Corrêa Coutinho               |                              | Não disponível (PSB)                                   | Partido não coligado - Partido Socialista Brasileiro (PSB) |
|  | 13 |                         | Jorge Streit (PT) Jorge Alfredo Streit                       |                              | Não disponível (PCdoB)                                 | não conhecido - Partido dos Trabalhadores (PT) - Partido Comunista do Brasil (PCdoB) |
|  | 70 |                         | José Alves de Moraes (PTdoB) José Alves de Moraes            |                              | Não disponível (PTdoB)                                 | Partido não coligado - Partido Trabalhista do Brasil (PTdoB) |
|  | 15 |                         | Sérgio Carvalho (PMDB) Sérgio Siqueira de Carvalho           |                              | Não disponível (PSDB)                                  | não conhecido - Partido do Movimento Democrático Brasileiro (PMDB) - Partido da Social Democracia Brasileira (PSDB) - Partido da Frente Liberal (PFL)                                                                         |

## Resultado da eleição
| 1º Turno 3 de outubro de 1996 | 1º Turno 3 de outubro de 1996 | 1º Turno 3 de outubro de 1996 | 1º Turno 3 de outubro de 1996 |
| Candidato(a)                  | Vice                          | Votação                       | Votação                       |
| Candidato(a)                  | Vice                          | Total                         | Porcentagem                   |
| ----------------------------- | ----------------------------- | ----------------------------- | ----------------------------- |
| Chiquilito Erse (PDT)         | Carlinhos Camurça (PDT)       | 72.926                        | 62,95%                        |
| Sérgio Carvalho (PMDB)        | Não disponível (PSDB)         | 32.678                        | 28,21%                        |
| Jorge Streit (PT)             | Não disponível (PCdoB)        | 6.326                         | 5,46%                         |
| Ernando Coutinho (PSB)        | Não disponível (PSB)          | 1.237                         | 1,07%                         |
| Abner Cândido (PSDC)          | Não disponível (PSDC)         | 1.151                         | 0,99%                         |
| José Alves de Moraes (PTdoB)  | Não disponível (PTdoB)        | 844                           | 0,73%                         |
| Total de votos válidos        | Total de votos válidos        | 115.162                       | 100,00%                       |
| Votos apurados                |                               |                               |                               |
| Votos válidos                 | Votos válidos                 | 115.162                       | 91,25%                        |
| Votos em branco               | Votos em branco               | 1.301                         | 1,03%                         |
| Votos nulos                   | Votos nulos                   | 9.747                         | 7,72%                         |
| Total de votos apurados       | Total de votos apurados       | 126.210                       | 100,00%                       |
| Eleitores                     |                               |                               |                               |
| Comparecimento                | Comparecimento                | 126.210                       | 72,01%                        |
| Abstenções                    | Abstenções                    | 49.048                        | 27,99%                        |
| Total de eleitores            | Total de eleitores            | 175.258                       | 100,00%                       |